# Khelifa Boukhalfa (métro d'Alger)
Pour les articles homonymes, voir Boukhalfa (homonymie).
Khelifa Boukhalfa est une station de la ligne 1 du métro d'Alger. Elle est située sous le boulevard Boukhalfa, à l'intersection du boulevard Mouloud-Belhouchet, à proximité de la rue Didouche-Mourad, et de la rue Victor-Hugo. Elle dessert les quartiers situés en amont de la place Maurice-Audin, la rue Didouche-Mourad et le boulevard Mohamed V, le quartier de la cathédrale du Sacré-Cœur d'Alger et le quartier Messonnier, à Alger en Algérie

## Situation sur le réseau
La station Khelifa Boukhalfa est établie sur la Ligne 1 du métro d'Alger.

## Histoire
Mise en service en 2011, la station Khelifa Boukhalfa porte le nom d'un combattant algérien de la guerre d'Algérie décédé à Alger le 17 décembre 1957.

## Services aux voyageurs

### Accès et accueil
La station dispose de trois accès : rue Didouche Mourad / rue Ben Messaoud Rabia, boulevard Mouloud Belhouchet / rue Khelifa Boukhalfa et boulevard Mouloud Belhouchet / rue Mechdal Djeloul.

### Intermodalité
La station est en correspondance avec les lignes 31, 32, 33, 35, 40 et 54 du réseau de bus de l'ETUSA.
Elle est située à proximité de la gare de l'Agha desservie par les trains du réseau ferré de la banlieue d'Alger à destination de Thénia, El Affroun, Zéralda et de l'aéroport d'Alger ; et par les trains grandes lignes et régionaux de la SNTF.

## À proximité
- La rue et la place Ahmed-Zabana (anciennement rue Hoche)
- La gare de l'Agha
- Le cinéma l'Algéria (ancien cinéma le Versailles)
- Le cinéma l'Afrique (ancien cinéma l'Empire)
- La mosquée Errahma (anciennement église Saint-Charles)
- l'ambassade de Palestine
- La cathédrale du Sacré-Cœur d'Alger
- La rue et le marché Messonnier.

## Galerie de photograpies

installations
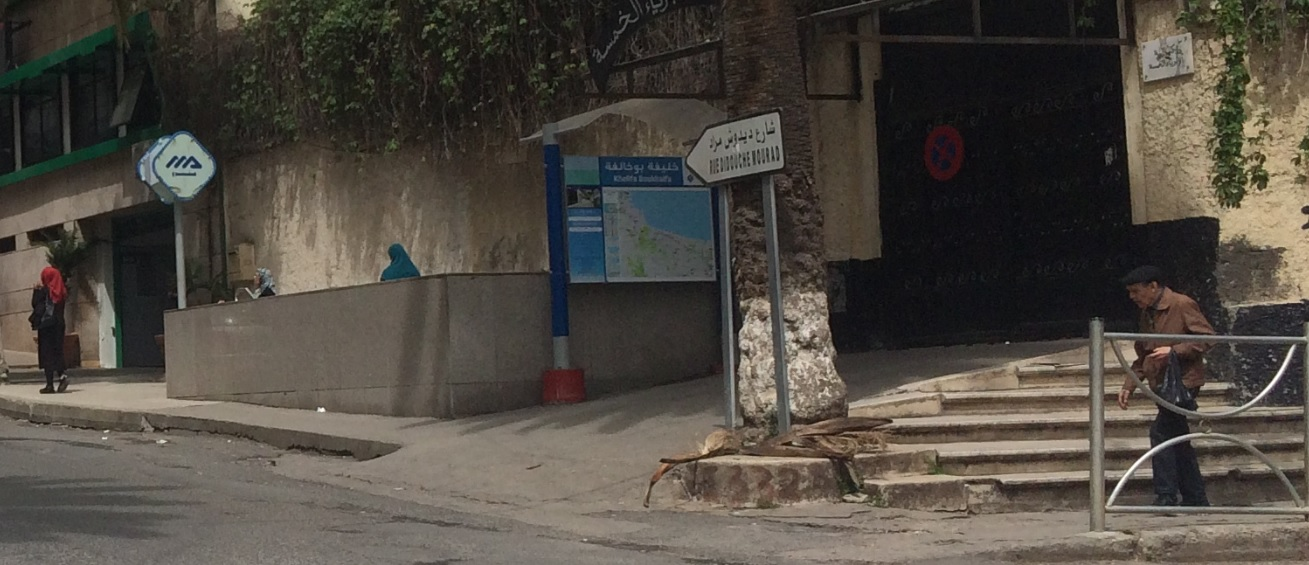
Accès.
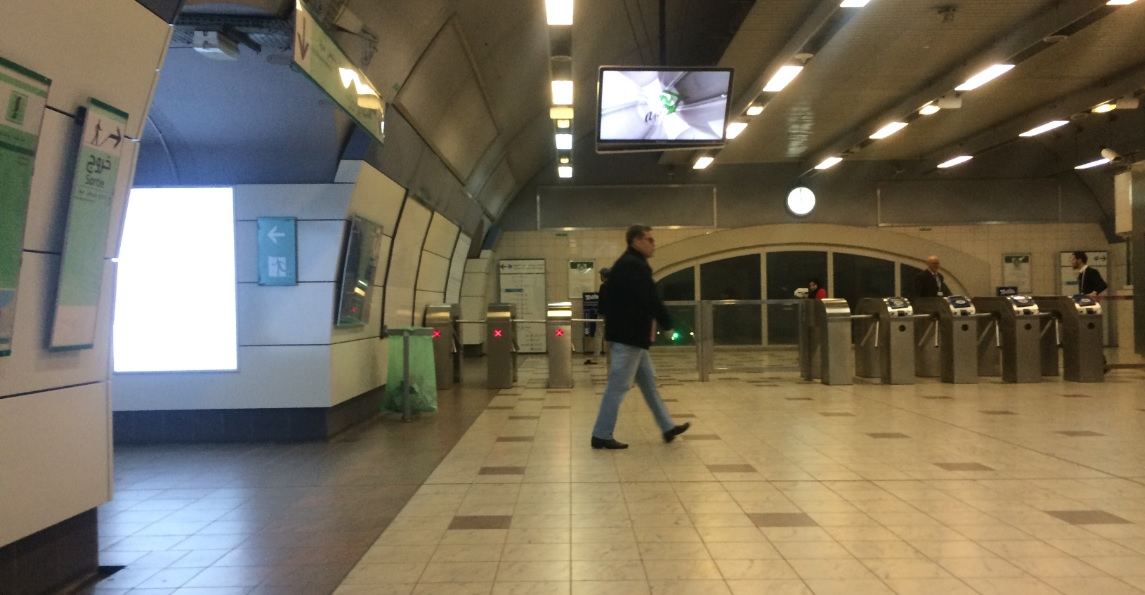
Hall billetterie.
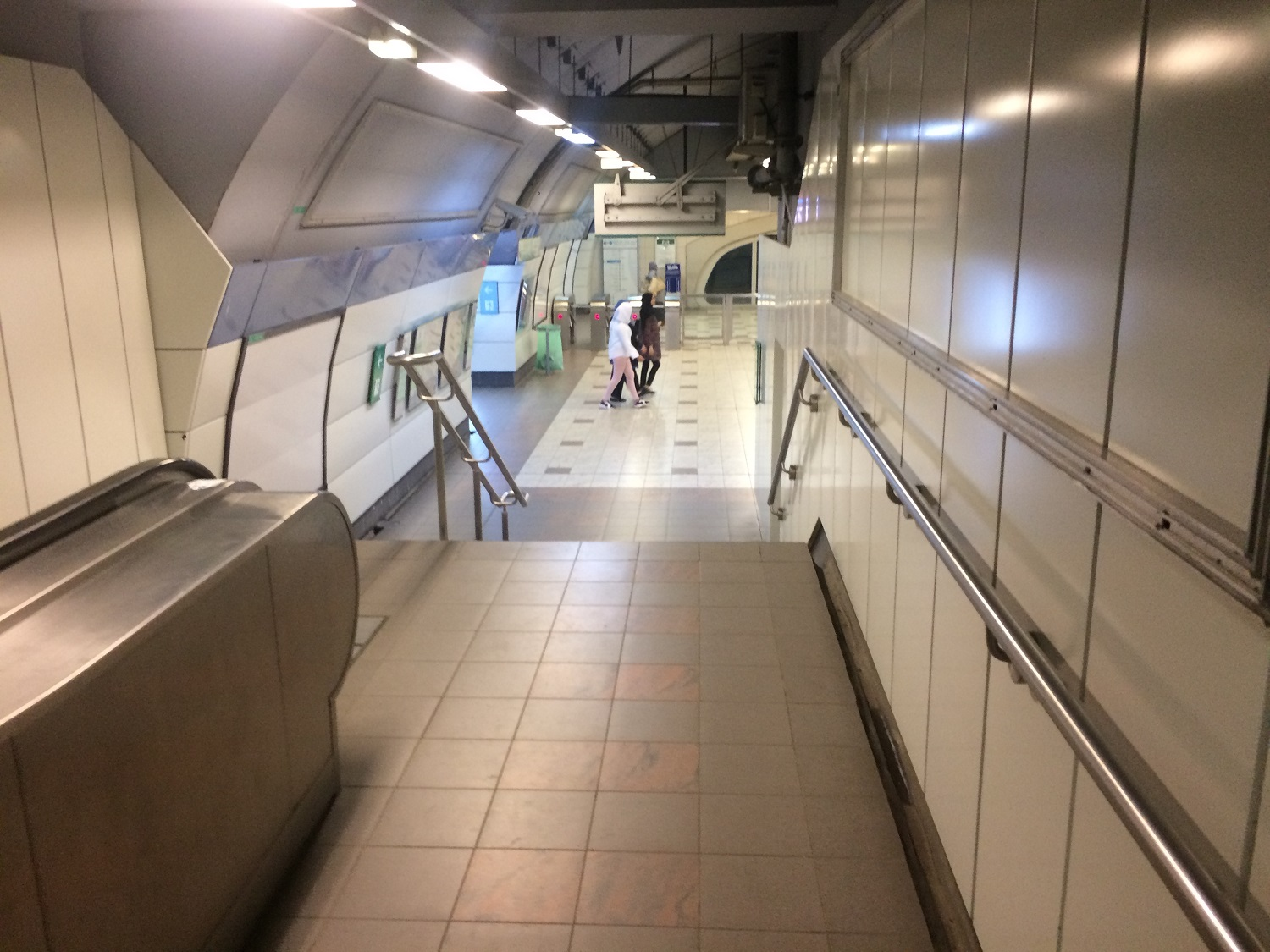
Accès.